# ビブリオテーケー (フォティオス)

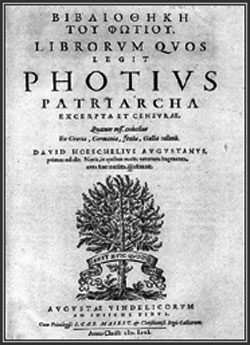
『ビブリオテーケー』ラテン語刊本の標題紙

『ビブリオテーケー』（希: Βιβλιοθήκη）または『ビブリオテカ』（羅: Bibliotheca）は、9世紀ビザンツ帝国のフォティオスの著作。
ギリシア古典数百冊の解題や書評からなる、読書録・図書目録のような書物。佚書の情報を多く含むため、西洋古典学の重要資料となっている。
日本語では『文庫』『図書総覧』などとも呼ばれる。

## 題名
「文庫」を意味する『ビブリオテーケー』『ビブリオテカ』という題名は、16世紀のラテン語伝本が後付した題名である。14世紀のギリシア語伝本では『千巻書』（希: Μυριόβιβλος）とも題された。
本来の題名は、『わたしが読んだ書物の目録と列挙。それらの書物について最愛の弟タラシオスが要約をもとめた。二七九巻』、または『私が読んだ書物の目録と列挙。それらの書物について私の最愛の弟タラシオスが要約を求めた。三百に二十と一欠ける』とされる。

## 成立背景
フォティオスは、ビザンツの尚書局長官などを務めた官僚・知識人であり、コンスタンティノープル総主教を務めた聖人でもある。
本書の成立時期は、彼が総主教となる前の845年ごろ、アッバース朝バグダードに使節団員として派遣されたときである。出発直前に書かれたとする説もあれば、バグダードで書かれたとする説もある。
本書の序跋によれば、出発前に弟のタラシオス（Tarasios）が、これまで読んだ書物の紹介を書くようフォティオスに求めた。そのため本書はタラシオスに宛てて書かれている。執筆方法は、秘書を利用した口述筆記や読書ノートの転写だった。
当時の学問の課題は、ビザンツ暗黒時代に忘れられた古典の発見と蒐集であり、本書はその課題に応じたものでもあった。本書は10世紀の「マケドニア朝ルネサンス」の開幕を助け、フォティオスの弟子のアレタスの蒐書活動や、善本の多産、百科事典『スーダ』にその精神が継承された。

## 内容
約280項目からなり、約200人の約380冊を紹介している。項目の順番に規則はなく、聖俗・異教の書物を平等に紹介している。分野や時代も様々だが、教会史を含む歴史書や、第二次ソフィスト期の書物が特に多く、詩は少ない。聖書・ホメロス・プラトンなど、当時紹介するまでもなかった書物は載っていない。
項目によって紹介の形式が異なる。基本的には「～を読んだ」というフレーズで始まり、著者・巻数・目次・要約・抜粋・写本情報・文体批評（アッティカ方言・イオニア方言などについて）を載せる。長短にも差があり、一行程度で終わる項目もあれば、数十ページに及ぶ項目もある。本書にほぼ全編が抜粋されたおかげで伝わる書物もある。
ヘロドトス『歴史』を、ギリシア史でなくペルシア帝国史として読んでおり、当時のビザンツ人の東方中心的な帝国交替史観が窺える。